# Erich Fromm gazdaságpszichológiája
Erich Fromm (Frankfurt am Main, Németország, 1900. március 23. – Murato,    Svájc, 1980. március 18.) filozófus, szociálpszichológus, pszichoanalitikus humanista Haben oder Sein - Die seelischen  Grundlagen einer neuen Gesellschaft. (1. deutssprachige Auflage dtv.1979) című könyve a gazdaságpszichológia legmélyebb és legalapvetőbb kérdéseit feszegeti kíméletlen őszinteséggel és az igazság keresésével. A könyv magyar nyelven az Akadémiai Kiadónál jelent meg 1994-ben Birtokolni vagy létezni – Egy új társadalom alapvetése címmel.
Illuzórikus lenne arra törekedni, hogy a gazdaságpszichológia művelőinek komplett névjegyzékét összeállítsuk. Ez még magyarországi viszonylatban is problematikus lenne. Viszont érdemes rámutatni arra, hogy kiváló gazdaságpszichológiai munkák születtek anélkül, hogy ezek íróit gazdaságpszichológusnak minősítették volna. Ezek közé tartozik Erich Fromm.
Erich Fromm az emberiség fizikai megsemmisítésének a lehetőségét látja abban a kulturális környezetben, amelyet ma az emberiség modernnek gondolt része zúdít a világra. Fromm véleményével nincs egyedül: Kray István, leszögezi, hogy „a társadalom stabilitása nem lesz visszaállítható, amíg az emberiség nem fog kiépíteni tudatosan egy olyan új társadalmi rendet, amely nem ideológiákra támaszkodik, hanem a tudományos humanizmus kísérletileg igazolható megállapításaira.” Erich Fromm is ugyanezt a véleményt képviseli, amelyet e cikk zárómondatában hozott idézet fejez ki.
Konrad Lorenz egy neurotikus tömegőrületről ír, „amely az emberiség megsemmisítését fenyegeti”. Más helyen felteszi a kérdést, hogy vajon „mit lehet a súlyos veszélyeknek kitett emberiség érdekében tenni, hogy a pusztulását el lehessen kerülni”
Erich Fromm az emberiség pusztulását a birtoklási vágy elharapódzásában látja, mert szerinte a birtoklás kizárja a létet. Ez az alaptézis egyben a pszichoanalitikus gazdaságpszichológia sarkalatos pontja, amely véli, hogy a birtoklási vágy csak akkor mérsékelhető az emelkedettebb színűt létezés javára, ha az élet értelmének felismerését az evolúció tudatos serkentésével fel lehet gyorsítani. A teremtés befejezetlen. A befejezés az emberre vár. Az embernek meg van minden eszköze ahhoz, hogy az állatvilágból való erőteljes kiemelkedést értelmével és kondicionálással – a szokásképzéssel – felgyorsítsa. Fromm sürget: „Helyesen élni többé nemcsak etikai vagy vallásos parancsteljesítést jelent. A történelemben először függ az emberiség fizikai túlélése az egyén gyökeres lelki megváltozásától.”
Az emberiség léte azért veszélyeztetett, mert az animális biológiai eredet fékezi az ember teljes homo sapienssé fejlődését. A dzsungel törvénye a totális birtoklás – a biológiai bekebelezés. A kultúra megjelenésével a szociokulturális értéktételezések ugyan fokozatosan háttérbe szorították a dzsungel törvényeit, de nem olyan mértékben, hogy ez a szellemi és erkölcsi fejlődés a dzsungel törvényeinek alapelveit – az agresszió, az egoizmus és a birtoklás komplexumát totálisan ellensúlyozni lett volna képes. Az agresszió, az egoizmus és a birtoklás komplexuma az analitikus gazdaságpszichológiában aeb-komplexum néven szerepel.
"Az ember mint biológiai organizáció kiemelkedett ugyan az állatvilágból, de a zsigeri agy (reptilagy, krokodilagy, a legősibb agystruktúrák) impulzusai tendenciálisan visszaterelik a vadon társadalmi állapotaihoz, különösen akkor, ha a zsigeri agy impulzusait szociokulturális értéktételezésekkel erkölcsi rangra emelik. Ebben az esetben a társadalom "animális társadalmi jelleget" vesz fel. A zsigeri agyban gyökeredző hajtóerők - az agresszió, az egoizmus és a birtoklás - az aeb-komplexum - szabadon engedése, sőt, ideológiai alátámasztása, s mi több, a korlátlanság indokoltságnak tudományos rangra emelése az embert a szó szoros értelmében – viselkedését illetően – vadállattá formálhatja, anélkül, hogy ez tudatosodna." A vadállat kifejezés udvariasnak tűnik az emberrel szemben, ha arra gondolunk, hogy a ragadozók csak akkor támadnak, ha éhesek, a homo animális egoizmusát viszont birtoklási vágya szüntelen gerjeszti.
A dzsungelben az aeb-komplexumnak nem volt ellenpárosa, mert csak ez határozta meg az élet menetét. A kultúra magával hozta az értelem és az érzelem olyan mértékű fejlődését, amely megkérdőjelezte az aeb-komplexum totális érvényességét. Így született meg a dzsungel törvényeinek az ellenpárosa, a tolerancia, a szeretet és az együttérzés egyre nagyobb mértékű érvényesülése. A homo sapiens egyre magasabb szintű erkölcsi érzéke a gazdaságpszichológia szempontjából magában foglalja a hátrányos helyzetűek egyre erőteljesebb védelmét, aminek öröklődő érvényességét a megváltozott génstruktúrák biztosítják. Kulturális nézőpontból a nemesedett génstruktúrák hordozói a homo sapiens veleszületett abszolút erkölcsi értékei, amelyekkel szemben az aeb-komplexum és ennek a kultúrára gyakorolt hatása áll. Az aeb-komplexum kultúrára gyakorolt hatása az öröklött erkölcsi tendenciák ellenében még napjainkban is erősen befolyásolja a gazdálkodásetikát. Sőt, alapelveiben még ma is az aeb-komplexum alapján működik a gazdaság. Menyhay Imre írja: „Terminológiánk szerint az Es magában foglalja a freudi hajtóerőket, a szexualitást, az éhséget és a halált, valamint a mögöttük meghúzódó általános hajtóerőket. Ezek az agresszió (az erőszak, támadás, rámenősség), az egoizmus (az önérdek) és a bekebelezés, a mélylélektani orális introjekció – a szájon keresztüli megragadásból kiindulva –, a birtoklás és a szerzés. Az agresszió, egoizmus és a birtoklás együttesét aebkomplexumnak nevezzük. Az általános hajtóerőknek Freud nem szentelt elég figyelmet, viszont a gazdaságpszichológia számára az általános hajtóerők legalább olyan fontosak, mint a freudi hajtóerők. Ennek oka, hogy az általános hajtóerők a munkamegosztáson alapuló gazdálkodás három alapvető tényezőjét – hajtóerejét – is képezik: az agresszió – a rámenősség – a vállalkozás (gazdasági cél és tevékenység) alapja; az egoizmus az önérdekű piaci mechanizmusok mozgatója és a profitra való törekvés hajtóereje; a bekebelezés (birtoklás) a profitszerzés reményében folyó befektetések hajtóereje.
Az aeb-komplexum hajtóereje nélkül ugyan élet nem létezhet, de problematikussá – életellenessé válhat és válik is – ha az ember ezt a feszítő erőt szociokulturális értéktételezésekkel nemhogy nem mérsékli tovább, hanem ellenkezőleg, erkölcsi normák alapelveivé kondicionálja ezeket. „Az emberre nézve nem lehet hízelgő, ha meg kell állapítanunk, hogy a gazdaság nagymértékben még mindig az aeb-komplexum érvényesülésén és a szexualitás és éhség hajtóereje által ébresztett szükségletek reklámokon keresztül történő szításán keresztül működik.”  Az aeb-komplexum diktálta hajsza testi-lelki görcsösödést okoz és gátolja a létélményt, a szelíd, de határozott önérzékelést. A meggörcsösödött ember görcsösen cselekszik: környezetét életellenes módon elszennyezi, kizsákmányolja az óceánok halállományát, kiirtja a fajokat, az őserdőket, és várja, hogy maga is sorra kerüljön. A Fromm által követelt és a pszichoanalitikus gazdaságpszichológia tézisei által alátámasztott kiút, az aeb-komplexum feszítőerejének lazítása, a teremtés előtti nyugalmi állapot pszichikus megközelítése. Nézzük meg ezt közelebbről. 
Az anyagi világ forrása a semleges ősenergia (E), amit Einstein kozmológiai állandónak nevezett. Ez az ősállapot az, amit az anyagi lét feszültséggel járó létrejötte „megzavart”, mert az anyagi lét előfeltétele az atomban rejlő feszültség, a proton (+), a neutron (0) és az elektron (–) összetartó ereje. Az ősenergia neutrális állapota tehát kétes-kettős, mert ez nem csak neutrális, semleges: Az ősenergia magában hordozza a feszültség kialakulásának a lehetőségét is, ami a formafelvétellel, az ősenergia atommá sűrűsödésén keresztül realizálódott: E(+0–). Az ősenergia lényege tehát irracionális, mert semleges is meg nem is, mert ez is és ennek az ellenkezője is. Ez az ellentmondás – ez a feszültség – az anyagi organizációban majd ennek evolúciós szakaszaiban továbbgyűrűződött és a pszichikumban csúcsosodott ki. Látni kell, hogy a pszichikus feszültségek és a testi feszültségek összefonódnak, és hogy a pszichikus feszültségek pszichoszomatikus funkciós zavarokat és végül pszichoszomatikus organikus megbetegedéseket váltanak ki. Ezen a ponton két lehetőség áll rendelkezésre: Az eredeti feszültséget rohanással, az anyagi javak utáni hajszával még jobban felerősíteni, vagy ezt mellőzni. „A körülmény, hogy az ember kultúrszintű és értelmesnek beállított gazdálkodását még mindig a vadonban otthonos konkurenciaharc jellemzi, nem igényel kommentárt.” E tekintetben a következő alapszabály érvényes: Minél erőteljesebb a birtoklási vágy, annál feszültebbé válik az ember és annál inkább elveszíti önmagát, elvéti önmagára találásának lehetőségeit, amelynek lényege ugyanaz, mint a világ forrásáé. A lét felé vezető út nem lehet más, mint az ősenergia semleges és nyugalmi állapotának (oldalának) lehető legmesszebbmenőkig való megközelítése az ősenergia (+ 0 –) átmeneti formájában. Nézzük meg ezt is közelebbről.
A teremtés előtti ősállapothoz hasonló kiegyensúlyozott semleges létélmény reprodukciójának az eszközei a béke, a lazítás, a jóindulat, a mozdulatlanság és az elmélkedés. Ezek a viselkedési tendenciák a Buddhizmusban a Nirvána-pszichikus állapotához vezetnek. A kereszténység is ismeri ezt, és üdvözülésnek nevezi, de ennek jelentősége a népiesített vallás berkeiben veszendőbe menni látszik. Fromm figyelmeztet: „A marketing karakter, kibernetikus vallása megfelel a karakterstruktúránknak. Egy agnosztikus vagy keresztény homlokzat mögött mélységesen pogány vallás rejlik, ha az érintettek ennek nincsenek tudatában. Ezt a pogány vallást nehéz jellemezni, mert meglétére csupán cselekedetek, illetve azok elmulasztása alapján következtethetünk, nem pedig tudatos vallásos gondolatok és egyházi dogmák alapján.” „A gépet istenséggé emeltük, és magunk is istenek leszünk, amikor szolgáljuk.” „A döntő az, hogy az ember a legnagyobb tehetetlenségének pillanataiban azt hiteti el magával: a tudománynak és a technikának köszönhetően mindenható.”
A Nirvána/üdvözülés ellentéte a birtoklás – a profit utáni hajsza – az anyagi javak megszerzése és megtartása – felerősíti a lét alapvető feszültségeit, átcsap a birtoklás uralta testi-lelki görcsösödésébe, amely kizárja a magasabb szintű lelki élet elemeit. Úgy látszik, hogy az Újszövetségi Szentírás nem ok nélkül figyelmeztet Máté szavaival: „Ne gyűjtsetek kincset. Ahol a kincsed, ott a szíved is.” 6/19-21); „Nem szolgálhattok az Istennek is, a Mammonnak is.” (6/24); „Övetekbe ne szerezzetek se arany-, se ezüst-, se rézpénzt. Ne vigyetek magatokkal az útra se két ruhát, se sarut, se botot. A munkás ugyanis megérdemli a bérét.” (10/9); „A világi gondok s a csalóka gazdagság elfojtja az isteni szót.” (13/22.) Érhetővé válik az is, hogy miért „könnyebb a tevének átmenni a tűfokán, mint a gazdagnak bejutni az Isten országába.” (19/24.) 
Fromm Aquinói Tamást idézi: „Istent kizárólag azzal bánthatjuk meg, ha saját jólétünk ellenében cselekszünk.” Az ember és a közjóért felelősek pedig nem tesznek egyebet, mint a jólét – sőt, a lét – ellen vétenek: „A magánéletben csak egy őrült maradna tétlen teljes egzisztenciájának fenyegetettségében, a  közjóért felelősek ezzel szemben gyakorlatilag semmit sem tesznek, és azok, akik megbízták őket, rájuk hagyják ezt.”
Fromm egy új ember és egy új mérsékelt profitérdekeltségű társadalom megszületését a jelenlegi társadalmi és gazdasági rend totális megújulása nélkül nem tart lehetségesnek. „Míg a társadalom átalakításának problémája legalább olyan teret nem nyer tudósaink fejében, mint a természettudományok és a technika, és amíg így az emberről szóló tudománynak nincs olyan vonzóereje, amelyet a természettudomány és a technika eddig élvezett, híján leszünk az erőnek és az elképzeléseknek, hogy új és valós alternatívákat lássunk.” Glatz Ferenc, a Magyar Tudományos Akadémia elnöke alátámasztja Fromm gyökeres változást sürgető figyelmeztetését: „Meg kell próbálni valamilyen új irányba vinni a dolgokat, mind a tudományt, mind a közéletet.”